# Villa Manzano
Villa Manzano es una localidad argentina ubicada en el departamento General Roca de la provincia de Río Negro. Se encuentra en el valle del río Neuquén, a 2 km de dicho río, siendo la localidad rionegrina más boreal sobre este valle. Su principal vía de comunicación es la ruta provincial 69, que la vincula al noroeste con San Patricio del Chañar y al sudeste con Barda del Medio. Es la cabecera del municipio de Campo Grande, del cual dependen otras 3 localidades: El Labrador, Sargento Vidal y San Isidro.
El nombre deriva de la familia Manzano, quienes siendo dueños de estos campos resolvieron dotarlos de riego y lotearlo con lo que dieron origen a la localidad.
El primer dueño de las tierras de Villa Manzano fue el militar Bartolomé Leónidas Cordero, a quien le fueron cedidas en 1884 en reconocimiento por los servicios prestados. Sus sucesores la vendieron a María E. viuda de Vázquez, quien a su vez la vendió en 1943 a Eufemio, Dionisio, Florentino y Deciderio Manzano; la aprobación del plano se hizo en la Contralmirante Cordero. Cuatro años más tarde los hermanos Manzano consiguieron aprobación para utilizar aguas del río Neuquén, y tras hacer los canales de riego pertinentes lotearon y vendieron la zona. En 1952 se creó la villa, que adquiriría el estatus de municipio en 1985.

## Población
Contó con 2697 habitantes (Indec, 2010), lo que representó un incremento del 42% frente a los 1890 habitantes (Indec, 2001) del censo anterior.
El censo 2022 registró una población de 2150 habitantes que se repartieron entre 1044 hombres y 1106 mujeres. Sin embargo, las cifras obtenidas fueron estimativas solo teniendo en cuenta a la población en viviendas particulares; es decir, excluyendo del dato a la población institucional y las personas sin hogar. Gracias a este censo también fue posible conocer su densidad y tamaño urbano.
| Gráfica de evolución demográfica de Villa Manzano entre 1991 y 2022 |
|                                                                     |
| Fuente: Censos nacionales del INDEC                                 |

## Parroquias de la Iglesia católica en Villa Manzano
| Diócesis  | Alto Valle del Río Negro  |
| --------- | ------------------------- |
| Parroquia | Nuestra Señora de Lourdes |